# Francisco Máñez Sánchez
Francisco Máñez Sánchez (Xest, 1888 — Xest, 1969) va ser un pagès, conegut com Sargantana, propietari de petites terres i esperantista. Va començar a treballar de molt jove, després de morir el seu pare. Va estudiar esperanto de manera autodidacta, adherint-se al moviment esperantista el 1907. Va ser delegat de l'Associació Universal d'Esperanto (UEA), membre de la Unió General de Treballadors (UGT) i afiliat socialista a Xest des de 1918. Va formar part del comitè d'acollida per a nens austríacs i va portar, fins a Espanya, 400 nens austríacs, després de la Primera Guerra Mundial. També va ser representant a Xest del Tribunal Tutelar de Nens Delinqüents.
Máñez compartia les seves idees a través de missives que intercanviava amb altres esperantistes a l'estranger, fent servir l'adreça del cafè que solia freqüentar a Xest. Aquest costum va generar curiositat entre els habitants locals la qual cosa va resultar en la creació d'un grup esperantista, el grup Esperanto Lumradio, fundat el 1908. La comunitat de Xest va fer esforços per preservar i consolidar l'Esperanto i el seu llegat al municipi, arribant a ser un dels principals centres de difusió a Europa. En la dècada del 2020 l'interés per la llengua persisteix amb la presència de codis QR en els carrers per accedir a informació relacionada amb l'Esperanto i l'organització d'esdeveniments com ara exhibicions i trobades de llengües. El fulletó turístic de Xest està escrit en Esperanto, reflectint la continuïtat d'aquesta llengua a la zona.
El 1928, Máñez va rebre la Medalla del Treball al VII Congrés Nacional d'Esperanto celebrat a Sevilla. El 1936, va ser escollit compromissari del PSOE per València província per a l'elecció del nou president de la Segona República, Manuel Azaña. Durant la Guerra Civil Espanyola, va ser comissari del 228 Batalló de la 57 Brigada Mixta i director de l'Escola de Comissaris del XXI Cos d'Exèrcit.
Després de la guerra, va ser detingut i condemnat a mort en un Consell de Guerra celebrat a Xiva el 1939, però la seva sentència va ser commutada per 30 anys de reclusió. Va estar a la presó a Sant Miquel dels Reis fins a la seva llibertat condicional el 1943. El 2023, la seva vida va ser retratada en un llibre escrit per José Vicente Castillo, titulat Una estrella verde en las trincheras - Autobiografía apócrifa de Francisco Máñez, editat per l'Ajuntament de Xest com a part dels seus projectes de Memòria Històrica.
A Xest, hi ha tres carrers dedicats a esperantistes: el carrer del Doctor Zamenhof, el carrer de l'Esperantista Enrique Arnau i el carrer de Francisco Máñez.